# Fridge
Fridge ist eine britische Band, die 1994 von den Schulfreunden Kieran Hebden, Adem Ilhan  und Sam Jeffers im englischen Putney gegründet wurde. Die Musik ist rein instrumental und basiert auf Gitarre, Bass, Elektronik und Schlagzeug.

## Bandgeschichte
Durch die Bekanntschaft mit Trevor Jackson, dem Gründer des Labels Output Recordings, kommt es 1996 zur Veröffentlichung des Debütalbums Ceefax. Es erscheinen in loser Folge Singles und Maxis (u. a. Lojen, Angelpoised, Lign, Orko und Distance). Verschiedene Remixe beispielsweise für David Holmes, Kennicke, Badly Drawn Boy tragen die Handschrift Kieran Hebdens.
Das Album Semaphore 1998 führt die Ansätze von Ceefax fort. Dem Londoner Dempsey stehen Fridge bei den Aufnahmen zum Album Sunrise / Sunset als Studio-Musiker, sowie Kieran Hebden als Produzent zur Seite; für den Indie-Pop-Sänger Badly Drawn Boy sind sie im Jahr 1999 Live-Backing-Band auf dessen US-Tour.
Nach Herausgabe der Singles und Maxis auf einer Doppel-CD Seventh and Twelves 1998, wechselten Fridge von Output Recordings zu Go!Beat und veröffentlichten dort das Album EPH 1999. Das Album Happiness  wurde 2001 veröffentlicht. Die Titel überschreiten zum Teil die 10-Minuten-Marke. Die mit EPH einsetzende Stilpluraliltät und Instrumentenvielfalt werden auf Happiness noch erweitert.
Im Mai 2007 erschien das mit "The Sun" betitelte 5. Album nach sechsjähriger Pause. Die Arrangements sind hier deutlich weniger elektronisch, Rhythmusgruppe und Gitarre treten wieder mehr in den Vordergrund.
Kieran Hebden veröffentlicht die Arbeiten seines Soloprojekts unter dem Namen Four Tet und kollaboriert seit 2005 mit dem Schlagzeuger Steve Reid.
Adem Ilhan hat als Adem bisher zwei Soloalben herausgebracht.

## Stil
Aufgrund der Verknüpfung von Post-Rock-Elementen, Elektronik, Minimalismus und Jazz wird die Band mit Tortoise, Ui, Mogwai und The Dylan Group verglichen.

## Diskografie
- Ceefax (1996)
- Semaphore (1997)
- Sevens and Twelves (1998)
- EPH (1999)
- Happiness (2001)
- The Sun (2007)